# Zastava M91
Das Zastava-M91 ist ein Selbstlade-Scharfschützengewehr des serbischen Herstellers Zastava aus Kragujevac.

## Geschichte
Das Zastava-M91-Gewehr ist der Nachfolger des M76-Scharfschützengewehrs der jugoslawischen Armee. Die Waffe basiert auf der Technik des Sturmgewehrs AK-47. Entwickelt und produziert wurde es von der serbischen Firma Zastava oružje. Das M91 wurde 1992 zum ersten Mal produziert und im Serbo-Kroatischen Krieg verwendet. Die Entscheidung, das Kaliber 7,92 × 57 mm durch 7,62 × 54 mm R zu ersetzen, machte auch die Neukonstruktion eines Scharfschützengewehres notwendig.
Die Aufgabe des M91 ist dieselbe wie die des M76: die maximale Kampfdistanz des Zuges von etwa 300 m auf 800 m zu erhöhen, da mehrere gezielte Schüsse hintereinander abgegeben werden können.

## Technik und Aussehen
Die Waffe ist sofort als der Kalaschnikow-Waffenfamilie zugehörig zu erkennen. Die Schulterstütze aus Holz ist fest angebracht und verfügt über eine Abschlusskappe. Der Vorderschaft ist zweigeteilt, dies dient der Kühlung. Der Pistolengriff ist in den skelettierten Schaft integriert.
Die Waffe ist ein Gasdrucklader mit langem Hub und Drehkopfverschluss. Sie verfügt über eine Gasreguliereinrichtung. Die Munition wird aus einem zehnschüssigen Kurvenmagazin zugeführt.
Das Verschlussgehäuse wird in Blechprägetechnik hergestellt, der Lauf ist hartverchromt. Der Mündungsfeuerdämpfer kann gegen einen Schalldämpfer ausgetauscht werden.
Die Waffe verfügt als Notvisier über ein Kurvenvisier, das mit Tritium-Leuchtpunkten ausgestattet ist. Außerdem sind ein vierfach vergrößerndes Zielfernrohr (650 g Gewicht) bzw. ein Nachtsichtgerät als Zielhilfe verfügbar. Das M91 ist für extreme Temperaturen ausgelegt, ohne dass diese sich wesentlich auf die Genauigkeit auswirken.